# المناطق المستعادة

خريطة توضح حدود بولندا قبل عام 1938 وما بعد عام 1945. كريسي باللون الرمادي، «المناطق المستردة» باللون الوردي.

المناطق المستعادة ((بالبولندية: Ziemie Odzyskane)‏ ، الأراضي المستعادة حرفيًا) مصطلح رسمي تستخدمه جمهورية بولندا الشعبية لوصف أراضي مدينة دانزيغ الحرة السابقة وأجزاء من ألمانيا قبل الحرب التي أصبحت جزءًا من بولندا بعد الحرب العالمية الثانية.
في الوقت الحاضر مصطلح الأقاليم الغربية (بالبولندية: Ziemie Zachodnie)‏ أكثر شيوعًا بسبب حياده الإيديولوجي، رغم أنه ليس صحيحًا جغرافيًا تمامًا.
كان الأساس المنطقي لمصطلح «المسترد» هو أن هذه المناطق تشكل جزءًا من الدولة البولندية، فقدتها بولندا في فترات مختلفة على مر القرون. كما أشار إلى مفهوم بياست بأن هذه المناطق كانت جزءًا من الوطن البولندي التقليدي في عهد أسرة بياست، بعد قيام الدولة في العصور الوسطى على مر القرون، أصبحوا يتحدثون بالألمانية في الغالب من خلال عمليات التوسع الألماني الشرقي، والتوسع السياسي (درانغ ناخ أوستين)، بالإضافة إلى تحول اللغة بسبب الاستيعاب (راجع أيضًا: الألمنة) للغة البولندية المحلية، السلاف والبروسيين البطليق. لذلك، وبصرف النظر عن بعض المناطق مثل غرب سيليزيا العليا، وارميا ومازوريا، اعتبارا من عام 1945 لم يكن معظم هذه المناطق تحتوي على مجتمعات كبيرة ناطقة باللغة البولندية، في حين أن معظم المناطق عاشت فترات طويلة من الحكم البولندي امتدت لمئات السنين، فإن الدوقات والملوك البولنديين حكموا بعضها لفترات قصيرة وصلت حتى عدة عقود في كل مرة. وقعت العديد من المناطق - بعد فقدان بولندا السلطة عليها - تحت سلطة مملكة بوهيميا (التشيك) والمجر والنمسا والسويد والدنمارك وبراندنبورغ وبروسيا في أوقات تاريخية مختلفة، وجميع هذه المناطق كانت جزءًا من ألمانيا من 1871 حتى 1920/1945. كان الكثير من المناطق أيضًا جزءًا من العديد من الدوقيّات الواقعة تحت الحكم البولندي، والتي أُنشِئت كنتيجة لتفتّت بولندا الذي بدأ في القرن الثاني عشر. يلجأ معارضو المصطلح لاستخدام حقيقة أن بعض المناطق كانت واقعة داخل حدود بولندا لفترة قصيرة للإشارة إلى أن حجة أرض الوطن البولندي التقليدية قائمة على الأفكار القومية بدلاً من الحقائق التاريخية، رغم أن كل هذه المناطق كانت في إحدى الفترات تحت الحكم البولندي، ويمتلك العديد منها تاريخًا بولنديًا غنيًا.
فرّت الغالبية العظمى من السكان السابقين أو طُردت من الأراضي خلال المراحل الأخيرة من الحرب وبعد انتهائها، رغم ذلك بقيت أقلية ألمانية صغيرة في بعض الأماكن. أُعيد توطين الأراضي بالبولنديين الذين قدِموا من بولندا الوسطى، والعائدين البولنديين الذين أجبروا على مغادرة بولندا الشرقية السابقة التي ضمها الاتحاد السوفييتي، والبولنديين المحررين من معسكرات العمل القسري في ألمانيا النازية، مع الأوكرانيين والروسينيين الذين تم إعادة توطينهم قسراً في ما يعرف بـ «عملية فيستولا»، والأقليات الأخرى التي استقرت في بولندا ما بعد الحرب، بما في ذلك الإغريق والمقدونيين.
ومع ذلك، على عكس الإعلان الرسمي الذي أفاد أن السكان الألمان السابقين في الأراضي المستعادة كان لا بد من ترحيلهم بسرعة لإسكان البولنديين النازحين نتيجة الضم السوفييتي، فقد واجهت المناطق المستعادة في البداية نقصًا حادًا في عدد السكان. بذلت السلطات الشيوعية المعينة من قبل الاتحاد السوفييتي، والتي نظّمت عملية إعادة التوطين، جهودًا لإزالة العديد من آثار الثقافة الألمانية مثل أسماء الأماكن والنقوش التاريخية على المباني من الأراضي البولندية الجديدة.
اعترفت ألمانيا الشرقية بالحدود الألمانية ما بعد الحرب بين ألمانيا وبولندا (خط أودر - نايسه) في عام 1950 واعترفت ألمانيا الغربية بها في عام 1970، وأكدتها ألمانيا الموحدة مجدداً في معاهدة الحدود الألمانية البولندية لعام 1990.

## التاريخ ما قبل عام 1945

بياست بولندا عند وفاة ميشكو الأول في عام 992، والذي يعتبر أول حاكم تاريخي لبولندا ومؤسس الدولة البولندية

سكن العديد من قبائل السلاف الغربيين معظم منطقة بولندا الحالية منذ القرن السادس. وحّد الدوق ميشكو الأول من قبيلة بولانز (Polans) من معقله في منطقة غنيزنو، مختلف القبائل المجاورة في النصف الثاني من القرن العاشر، ليشكل أول دولة بولندية ويصبح أول دوق من سلالة بياست يُسجل اسمه تاريخيًا. ضمَّت مملكته تقريبًا جميع مناطق ما كان سيُطلق عليه لاحقًا اسم «المناطق المستعادة»، باستثناء منطقة «فارميا-مازوريا» من بروسيا القديمة، وشرق لوساتيا.
وسّع نجل ميشكو وخلفه، الدوق بوليسواف الأول شروبري، إبّان معاهدة سلام باوتسن عام 1018، الجزء الجنوبي من المملكة، لكنه فقد السلطة على أراضي بوميرانيا الغربية على ساحل بحر البلطيق. بعد التفتت، والثورات الوثنية والغزو البوهيمي في عام 1030، وحد الدوق كازيمير الأول «المسترجِع» (الذي حكم من 1040 إلى 1058) معظم مملكة بياست السابقة مرة أخرى، بما في ذلك سيليزيا ولوبوس لاند على ضفتي نهر أودر الأوسط، ولكن بمعزل عن بوميرانيا الغربية التي أصبحت جزءًا من الدولة البولندية مرة أخرى في عهد بوليسواف الثالث «أحدب الفم» منذ عام 1116 حتى 1121، عندما أنشأت عائلة غريفين النبيلة دوقية بوميرانيا. بعد وفاة بوليسواف في عام 1138، عاشت بولندا ما يقارب 200 عام من التفتت، إذ حكمها أبناء بوليسواف وخلفائهم، الذين كانوا في كثير من الأحيان في نزاع مع بعضهم البعض. حقق فواديسواف الأول «القصير» - الذي توج ملك بولندا عام 1320 - إعادة توحيد جزئية رغم أن دوقية سيليزيا ودوقية مازوفيا بقيتا في حيازة عائلة بياست المستقلة.
خلال القرنين الثاني عشر والرابع عشر، انتقل المستوطنون الألمان والهولنديون والفلمنكيون إلى شرقي أوروبا الوسطى وأوروبا الشرقية في عملية هجرة تُعرف باسم التوسع الألماني الشرقي (بالألمانية: Ostsiedlung)‏. في بوميرانيا وبراندنبورغ وبروسيا وسيليزيا، أصبح السكان الأصليون من السلاف الغربيين (السلاف البولابيون والبولنديون) أو شعوب البلطيق بمثابة أقليات خلال القرون التالية رغم أن أعدادًا كبيرة من السكان الأصليين بقوا في مناطق مثل سيليزيا العليا. في بولندا الكبرى وفي بوميرانيا الشرقية (بوميريليا)، شكل المستوطنون الألمان مجموعة أقلية.
رغم خسارة العديد من المقاطعات، ابتكر محامو مملكة بولندا في العصور الوسطى ادّعَاءً خاصًا للمطالبة بجميع المقاطعات البولندية السابقة التي لم يُجمع شملها مع بقية البلاد في عام 1320. وقد استندوا إلى نظرية تاج مملكة بولندا «التاج البولندي» (باللاتينية: Corona Regni Poloniae، والتي بموجبها لم تعد الدولة (التاج) ومصالحها مرتبطة بشكل صارم بالعاهل أو الملك شخصيًا. وبسبب ذلك، لا يمكن للملك أن يتنازل عملياً عن أحقية التاج بأي من الأراضي التي سبق أن كانت بولندية من الناحية التاريخية و/أو العرقية، خصصت أحقية تلك الأراضي للدولة (التاج) التي لا تزال نظريًا تغطي جميع المناطق التي كانت جزءًا من التاج البولندي أو التي كانت معتمدة عليه عند وفاة بوليسواف الثالث في عام 1138.
طُوِّر هذا المفهوم أيضًا للحيلولة دون فقد الأراضي بعد وفاة الملك كازيمير الثالث عام 1370، عندما توج لايوش الأول المجري، الذي حكم المجر (هنغاريا) بسلطة مطلقة، ملكًا لبولندا. في القرن الرابع عشر، كانت المجر واحدة من أعظم القوى في أوروبا الوسطى، ووصل نفوذها إلى إمارات بلقانية متعددة وجنوب إيطاليا (نابولي). كانت بولندا في الاتحاد الشخصي مع المجر هي البلد الأصغر والهامشي والأضعف سياسيًا. في امتياز كوشيتسه (1374)، تعهّد الملك لايوش الأول أنه لن يفصل أي أراضي عن المملكة البولندية. لم يكن المفهوم جديدًا، لأنه مستوحى من قوانين بوهيمية (تشيكية) مماثلة «أراضي التاج البوهيمي» (باللاتينية: Corona regni Bohemiae).
أُعيد توحيد بعض المناطق (مثل بوميريليا ومازوفيا) مع بولندا خلال القرنين الخامس عشر والسادس عشر. ومع ذلك، كان على جميع الملوك البولنديين حتى نهاية الكومنولث البولندي الليتواني في عام 1795 أن يتعهدوا بأن يبذلوا قصارى جهدهم لإعادة توحيد بقية تلك المناطق مع التاج.
تندرج مناطق الأراضي المستعادة ضمن ثلاث فئات:
- الأراضي التي كانت ذات يوم جزءًا من الدولة البولندية أثناء حكم عائلة بياست، والتي أصبح الكثير منها لاحقًا جزءًا من الدوقيات العديدة الواقعة تحت حكم عائلة بياست وغريفين وياغيلون وسوبيسكي، بعضها استمر حتى القرن السابع عشر والثامن عشر، رغم كونها غالبًا تحت سيادة أجنبية
- الأراضي التي كانت جزءًا من بولندا حتى القرن السابع عشر (الجزء الشمالي الأقصى من بولندا الكبرى، بما في ذلك تشابلينك) أو التي كانت تحت الحكم البولندي كإقطاعيات، في القرن الخامس عشر والسادس عشر والسابع عشر (دوقية بروسيا الجنوبية ودوقية أوبولي، التي تندرج أيضًا ضمن الفئة أعلاه)
- الأراضي التي كانت جزءًا من بولندا حتى تقاسم بولندا (فارميا، مالبورك فويفودشب، أجزاء من بوميرليا، شمال بولندا الكبرى بما في ذلك مناطق بيوا وفاوتش وزواتوف، التي ضمتها بروسيا في التقاسم الأول عام 1772؛ وغدانسك والأجزاء الغربية من بولندا الكبرى بما في ذلك ميندزريتش وسخوفا، والتي تبعت بقية المناطق في التقاسم الثاني عام 1793)

ترتبط العديد من الأحداث المهمة في التاريخ البولندي بهذه الأراضي، بما في ذلك الانتصارات في معارك مثل معركة تسيدينيا (972) ومعركة نيمزا (1017) ومعركة هاندزفيلد (معركة بشيه بوليه) وحصار غوغوف (1109) ومعركة غرونفالد (1410) ومعركة أوليفا (1627)، والهزائم في معارك مثل معركة ليغنيتسا (1241) ومعركة فيستربلاته (1939)، بالإضافة إلى حياة وعمل الفلكييَن نيكولاس كوبرنيكوس (القرن السادس عشر) ويوهانيس هيفليوس (القرن السابع عشر)، وإنشاء أقدم النصوص والمطبوعات باللغة البولندية (العصور الوسطى وعصر النهضة)، ووضع معايير وأنماط اللغة الأدبية البولندية (عصر النهضة)، والتاريخ البحري البولندي، وإنشاء واحدة من الأبرشيات الكاثوليكية الأولى في بولندا في العصور الوسطى (في فروتسواف وكووبجك)، وكذلك حركة الإصلاح البولندي في عصر النهضة.

## أصل السكان بعد الحرب حسب تعداد 1950
| المنطقة (داخل حدود عام 1939):                                   | سيليزيا الغربية العليا | سيليزيا الجنوبية | براندنبورغ الشرقية | بوميرانيا الغربية | مدينة دانزيغ الحرة | جنوب شرقي بروسيا | الأجمالي  |
| --------------------------------------------------------------- | ---------------------- | ---------------- | ------------------ | ----------------- | ------------------ | ---------------- | --------- |
| سكان أصليون (المواطنون 1939 ألمانية النازية/مدينة دانزيع الحرة) | 789,716                | 120,885          | 14,809             | 70,209            | 35,311             | 134,702          | 1,165,632 |
| البولنديون المطرودون من كريسي (الاتحاد السوفييتي)               | 232,785                | 696,739          | 187,298            | 250,091           | 55,599             | 172,480          | 1,594,992 |
| البولنديين من الخارج باستثناء الاتحاد السوفييتي                 | 24,772                 | 91,395           | 10,943             | 18,607            | 2,213              | 5,734            | 153,664   |
| المستوطنون من مدينة وارسو                                       | 11,333                 | 61,862           | 8,600              | 37,285            | 19,322             | 22,418           | 160,820   |
| من إقليم وارسو (مازوفيا)                                        | 7,019                  | 69,120           | 16,926             | 73,936            | 22,574             | 158,953          | 348,528   |
| من إقليم بياويستوك وسودوفيا                                     | 2,229                  | 23,515           | 3,772              | 16,081            | 7,638              | 102,634          | 155,869   |
| من بوميرانيا البولندية قبل الحرب                                | 5,444                  | 54,564           | 19,191             | 145,854           | 72,847             | 83,921           | 381,821   |
| المستوطنون من إقليم بوزنان                                      | 8,936                  | 172,163          | 88,427             | 81,215            | 10,371             | 7,371            | 368,483   |
| إقليم كاتوفيتشي (سيليزيا الشرقية العليا)                        | 91,011                 | 66,362           | 4,725              | 11,869            | 2,982              | 2,536            | 179,485   |
| المستوطنون من مدينة لودز                                        | 1,250                  | 16,483           | 2,377              | 8,344             | 2,850              | 1,666            | 32,970    |
| المستوطنون من إقليم لودز                                        | 13,046                 | 96,185           | 22,954             | 76,128            | 7,465              | 6,919            | 222,697   |
| المستوطنون من إقليم كيلسي                                       | 16,707                 | 141,748          | 14,203             | 78,340            | 16,252             | 20,878           | 288,128   |
| المستوطنون من إقليم لوبلين                                      | 7,600                  | 70,622           | 19,250             | 81,167            | 19,002             | 60,313           | 257,954   |
| المستوطنون من منطقة كراكوف                                      | 60,987                 | 156,920          | 12,587             | 18,237            | 5,278              | 5,515            | 259,524   |
| المستوطنون من إقليم جيشوف                                       | 23,577                 | 110,188          | 13,147             | 57,965            | 6,200              | 47,626           | 258,703   |
| أقاليم الأخرى في عام 1939 غير معروف                             | 36,834                 | 26,586           | 5,720              | 17,891            | 6,559              | 13,629           | 107,219   |
| الإجمالي. في ديسمبر 1950                                        | 1,333,246              | 1,975,337        | 444,929            | 1,043,219         | 292,463            | 847,295          | 5,936,489 |

1. ↑  Hammer، Eric (2013). "Ms. Livni, Remember the Recovered Territories. There is an historical precedent for a workable solution". Arutz Sheva. مؤرشف من الأصل في 2019-10-23.
2. ↑  Weinhold, Karl (1887). Die Verbreitung und die Herkunft der Deutschen in Schlesien (بالألمانية). Stuttgart: Verlag von J. Engelhorn. Archived from the original on 2020-01-02.
3. ↑  Wojecki, Mieczysław (1999), "Przemiany demograficzne społeczności greckiej na Ziemi Lubuskiej w latach 1953-1998/Demographics of the Greek community in Lubusz Land in the years 1953-1998", Zakorzenienie (بالبولندية), Archived from the original on 2016-06-17, Retrieved 2019-06-10
4. ↑  R. M. Douglas (2012). Orderly and Humane. The Expulsion of the Germans after the Second World War. Yale University Press. ص. 261.
5. ↑  Kodeks dyplomatyczny Wielkopolski, t. III nr 1709, p. 425–426
6. ↑  Juliusz Bardach, Bogusław Leśnodorski, Michał Pietrzak (2001). لكسيس نكسيس (ed.). Historia Ustroju i Prawa Polskiego (بالبولندية). Warszawa. p. :85–86. ISBN:83-88296-02-7.{{استشهاد بكتاب}}:  صيانة الاستشهاد: أسماء متعددة: قائمة المؤلفين (link) صيانة الاستشهاد: مكان بدون ناشر (link)
7. ↑  Freilich، Joseph (1918). Fundamental Conditions of the Economic Independence of Poland. Chicago: Polish National Defense Committee. ص. 93. مؤرشف من الأصل في 2020-01-04.
8. ↑  Freilich، Joseph (1918). Fundamental Conditions of the Economic Independence of Poland. Chicago: Polish National Defense Committee. ص. 88. مؤرشف من الأصل في 2020-01-04.